# Busbahnhof Kampala
Der Busbahnhof Kampala, gelegen in der Innenstadt Kampalas, der Hauptstadt und zugleich einwohnerstärksten Stadt in Uganda, ist dessen wichtigster Anschluss an den Fernbusverkehr.

## Hintergrund
Das Terminal wurde im Jahre 2016 eröffnet und bietet Platz für 51 Busse des Fernverkehrs.

## Lage
Gelegen in der Innenstadt Kampalas, am Solar house im Stadtteil Katwe, dient das Terminal neben dem Anschluss an den Fernbusverkehr ebenso als Umsteigepunkt zum Stadtbusverkehr sowie zu regionalen Buslinien.

## Anbindung
Es verkehren Fernbusse innerhalb Ugandas sowie nach Kenia und nach Tansania. Nachgefragte Ziele sind u. a. Nairobi, Mombasa, Daressalam, Mwanza, Moshi, Tanga und Arusha.
Weitere nationale Ziele sind u. a. Bwera, Kasese, Fort Portal, Hoima, Masindi, Masala und Mutukula.

## Ausstattung
Das Fernbusterminal ist permanent mit Personal besetzt und verfügt zudem über Wartebereiche, Gepäckaufbewahrung, Fahrkarten- und Informationsschalter der Fernbusunternehmen, digitale Monitoranzeigen, sanitäre Anlagen und Duschen, sowie Geschäfte und Schnellrestaurants.

## Übergang zu anderen Verkehrsmitteln
Der Fernbahnhof von Kampala liegt in naher Umgebung, verzeichnet mit Stand 2024 keinen regelmäßigen Personenfernverkehr; es verkehren nur Nahverkehrszüge.
Der Flughafen Kampala ist per Stadtbus erreichbar.